# Подсереднянский сельский совет (Харьковская область)
Подсередня́нский либо Подсредня́нский се́льский сове́т — входил до 2020 года в состав Великобурлукского района Харьковской области Украины.
Административный центр сельского совета находился в посёлке Подсреднее.

## История
- 1991 — дата образования.

## Населённые пункты совета
- посёлок Подсре́днее[4] (ранее Подсере́днее[1])
- посёлок Дороше́нково
- посёлок Мала́хово
- посёлок Се́рый Яр